# 安東尋季
安東尋季（あんどう ひろすえ）是戰國時代的武将。安東氏6代当主。出羽国檜山城城主。

## 略歴
作為安東忠季之子出生。一説為安藤重季的三男並稱為忠季的養子。永正8年7月26日（1511年8月19日），父親忠季死後繼承家督。
永正9年（1512年）蝦夷地東部的首領庶野（ショヤ）、訇時（コウジ）兄弟率率領阿伊努族發起暴亂，并開始襲擊北海道上的和人居城（庶野訇時兄弟之戰）。此次戰亂被上国守護職蠣崎光廣、義廣父子擊退，但是翌永正10年（1513年）再次展開攻擊，松前大館被攻陷，松前守護職相原季胤也在此戰中戰死。此時的大館已若然成為空城，翌永正11年（1514年）光廣進入此地，因此尋季請求其補任松前守護職。尋季的申請雖然前兩次都被拒絕了，但是第三次也終於成功令其追認。從此蠣崎氏擁有了在蝦夷地對於來訪的和人商船征稅的權利。一說令阿伊努族蜂起的指使者正是蠣崎光廣。
天文2年（1533年），尋季獲得了山王大權現的權請許可。天文15年（1546年）津輕深浦森山館發起謀反之際，與森山季定和蠣崎季廣一同將之鎮壓。
天文16年2月8日（1547年2月27日）死去。家督由嫡子舜季繼承。尋季在世時，舜季與湊安東氏當主安東堯季之女締結了婚姻，從而與湊安東家走向了和睦。

## 脚注
1. ↑  一說天文3年（1534年）死亡但是缺乏參考資料說明。

## 出典
- 海保嶺夫：『エゾの歴史』、講談社、1996年、ISBN 4062580691
- 塩谷順耳：『新版縣史 秋田県の歴史』、山川出版社、2001年、ISBN 4634320509
- 澀谷鐵五郎：『秋田安東氏研究筆記』、無明舎出版（日语：無明舎出版）、1988年、ISBN 4895442039
- 田端宏（日语：田端宏）、桑原真人（日语：桑原真人）、船津功（日语：船津功）、關口明：『新版縣史 北海道的歷史』、山川出版社、2000年、ISBN 463432010X
- 村井章介（日语：村井章介）、斉藤利男（日语：斉藤利男）、小口雅史（日语：小口雅史）：『北環日本海世界』、山川出版社、2002年、ISBN 4634605309
- 森山嘉蔵、『安東氏―下国家400年物語』、無明舍出版、2006年、ISBN 4895444244